# 타이베이 역 (타오위안 첩운)
타이베이역(중국어 정체자: 台北車站, 병음: Táiběi Chēzhàn)은 타이완 타이베이시 중정 구에 있는 공항철도역이며, 타오위안 국제공항 첩운이 운행하고 있다.

## 개요
역 번호는 A1. 타이베이 역 서쪽, 정저우로·시민 대도 남측의 게이트의 타이베이 용지 지하에 사업비 약 120억 대만 달러로 건립됐다. 역 내부에 위치한 퍼블릭 아트 "죽림 폭포"는 일본의 건축가 마키 후미히코가 디자인했다. 다른 사업자의 타이베이 역과 쑹산 신뎬선의 북문 역은 버스 밖에서 타이베이 지하철과 전용 연결 통로를 통해서 연결되고 있다.

## 역 구조
지상과 출구가 각 지하 가와의 연락구와 별도로 A1~A7의 7곳이 마련된다. 북측은 지하 1층에서 타이베이 지하가의 출입구 Y14(남 8을)·Y16(남 7)·Y18(남 6)·Y20(남 5)·Y22(남 4)과 연결되어 있으며 MB1F( 반지하 1F)의 전용 연락 통로에서 타사선의 타이베이 역과 동일 층 반대편의 전용 통로로 첩운 북문 역과 환승이 가능. 타사의 각 노선(특히 타이베이 첩운 역)와의 환승 경로가 복잡하고 시간을 필요로 하는 보도, 민원이 잇따르자 신설 지하도에 의한 360번 카메라 촬영에서 최단 경로 안내 영상을 공식 채널에 급히 올려서 진화된다.
콩코스는 지하 1층에 있는 통학차와 택시의 발착, 대기 공간 외, 타오위안 국제공항 국제선 출발 비행을 위한 항공사의 체크인 카운터, 외국인 출국 여객용에 사후 조세 환급의 셀프 카운터가 설치되어 수탁 수하물은 공항과 마찬가지로 자동으로 탑승 편별로 구분되고 직달차 전용 차량에서 공항까지 이송된다. 지하 2층에 개찰구 지하 3층에 섬 승차장 2면 4선으로 각각 1개 유치선을 갖추고 있다. 지하 4층은 주차장이 있다.

### 역 장소
개업 시점에서 역의 안내 표시는 「타이베이」「간 중베이(환베이를 가리킨다)」「큰기장(공항)」이며, 실제 이용 시 주의가 필요하다.
| 번호 | 노선             | 행선                                                                        | 비고 |
| ---- | ---------------- | --------------------------------------------------------------------------- | ---- |
| 1・2 | 공항선（직통차） | 신베이산업단지・공항제1터미널・공항제2터미널 방면                           |      |
| 3・4 | 공항선（일반차） | 싼충・린커우・공항제1터미널・공항제2터미널・고속철도타오위안역・환베이 방면 |      |

## 같이 보기
- 타이베이 전운역
- 타이베이역